# David Jakob Feyerabend
David Jakob Feyerabend  (* 5. März 1531 in Heidelberg; † 29. Juli 1618 in Heilbronn) war von 1604 bis 1613 Bürgermeister in der Reichsstadt Heilbronn.

## Leben
David Jakob Feyerabend war 1579/80 Mitglied des Gerichts und 1590 Mitglied des inneren, kleinen Rats („von den burgern“). Er war mit der Tochter des Bürgermeisters Wendel Ans der Jüngere, die aus erster Ehe Witwe des Bürgermeisters Wilhelm Bernhard Berlin war, verheiratet.